# ملعب فريش ووتر
ملعب فريش ووتر (بالإنجليزية: Freshwater Stadium)‏ هو ملعب كرة قدم يقع في العاصمة الفانواتية بورت فيلا. يتس الملعب لـ6,500 مقعد.